# Batalla de Belchite
La batalla de Belchite va ser una batalla de la Guerra Civil Espanyola que va tenir lloc a Belchite (Saragossa) entre el 24 d'agost i el 6 de setembre de 1937 en el marc de l'ofensiva de l'Exèrcit Popular de la República sobre Saragossa. La conquesta d'aquesta localitat va mobilitzar un gran nombre d'homes i mitjans militars de l'Exèrcit Popular que haurien pogut ser utilitzats en l'avanç cap a la capital aragonesa, principal objectiu de l'operació.
Les forces republicanes, compostes per 80.000 soldats d'infanteria (incloent el V Cos de l'Exèrcit Popular, les XI i XV Brigades Internacionals), 105 tancs, i 90 avions, entre Polikarpov I-16 (mosques) i Polikarpov I-15 (xatos) es van aturar a combatre la bossa de Belchite, formada per uns 7.000 soldats d'infanteria franquista fortament atrinxerats en els principals edificis del poble, que va caure finalment el 27 de setembre del 1937. Això no obstant, van donar prou temps als revoltats per a dur reforços a Saragossa, i aquests van aconseguir aturar l'ofensiva.